# Johan Cornelius Krieger (arkitekt)

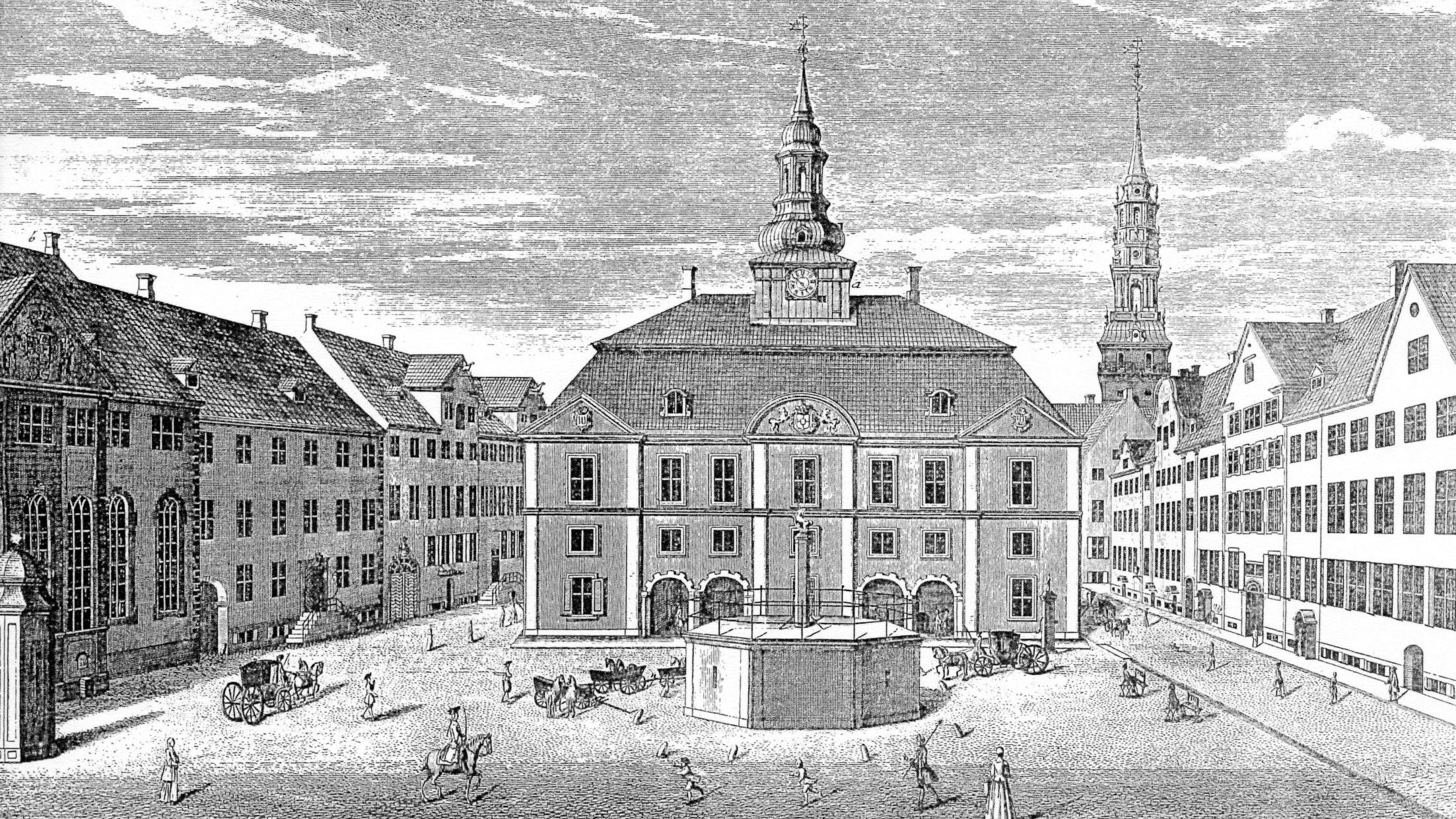
Köpenhamns rådhus (1728–1795) ritat av Krieger och Johan Conrad Ernst.

Johan Cornelius Krieger, född 1683, död 21 september 1755 i Köpenhamn, var en dansk byggmästare och arkitekt.

## Biografi
Krieger blev 1711 trädgårdsmästare vid orangerihuset i Rosenborgs slott och 1721 även detsamma för slottets lust- och köksträdgård; en ställning han hade till 1749. Han hade flitigt ägnat sig åt arkitektur, blev tidigt för kunglig räkning använd som byggmästare och blev 1722 kunglig byggnadsinspektör och 1725 overlandbygmester.
Vid uppförandet av Fredensborgs slott, som 1720–1721 byggdes av Marcantonio Pelli, ledde Krieger övertillsynen efter generalbyggnadsmästare Johan Conrad Ernst. Han anlade slottets trädgård och park och byggde 1725 Fredensborg Slotskirke samt Marskalshusene och andra "dependensbygninger".
År 1723 hade han uppfört en paviljong vid (det gamla) Amalienborg, 1724 gjorde han en delvis ombyggnad av Vallø slott och var samtidigt verksam på Köpenhamns slott, Odense slott, Frydenlund och andra platser. 1725 återuppbyggde han Knippelsbro i Köpenhamn, och 1728 ledde han det omfattande reparationsarbetet på Kronborg och anlade samma år en agatslipningsmölla vid Arresø.
År 1737 uppförde Krieger det nya orangeriet vid Rosenborg. I sina sista levnadsår byggde han det nuvarande Moltkes Palæ på hörnet av Bredgade och Dronningens Tværgade. Trots denna avsevärda aktivitet förmörkades och förträngdes han dock långt före sin död av arkitektkollegorna Laurids de Thurah och Nicolai Eigtved och sjönk så småningom i djup glömska.
År 1749 hade han blivit justitsråd. Han gifte sig den 8 mars 1712 med Anna Matthisen (1692–1760), dotter till klockaren Søren Matthisen (död 1740) och Maren Nielsdatter Banner (död 1719); genom henne blev han stamfar till den vitt utbredda ätten Krieger – se Johan Cornelius Krieger (1725–1797).
1729 utgav Krieger "Berechnungen u. Desseins auf 3 differente, grundgemauerte Gebäude" osv., efter vilken han och kung Fredrik IV menade att de vid Köpenhamns brand 1728 ödelagda byggnader lämpligen kunde återuppföras.